# Rory Bremner
Roderick Keith Ogilvy Bremner (Edimburgo, 6 aprile 1961) è un comico britannico, noto per le sue imitazioni di personaggi politici, tra cui spiccano quelle di Tony Blair e George W.Bush.
Ha partecipato allo show inglese Top Gear
Attualmente conduce, insieme a John Bird e John Fortune, il programma di satira politica Bremner, Bird & Fortune. In Italia è conosciuto soprattutto per la sua partecipazione al film di Sabina Guzzanti Viva Zapatero, in cui imita Tony Blair. Nel film della Guzzanti si vede anche una breve sequenza di uno sketch della coppia Bird e Fortune (che interpretano rispettivamente un generale ed un intervistatore).

## Biografia
Bremner si è laureato in lingue moderne presso il King's College di Londra. Dal 2005 è entrato nel corpo docente della sua università grazie alle sue traduzioni di opere teatrali dal francese e dal tedesco in inglese. Ha curato l'edizione di alcuni lavori di Bertold Brecht.

Nel 1999 si è sposato in seconde nozze con Tessa Campbell Fraser, da cui ha avuto due figli.

## Bremner, Bird & Fortune
Dal 1999 Rory Bremner conduce questo programma satirico su Channel 4. Ogni puntata, la cui durata si aggira attorno ai 60 minuti, è caratterizzata da una sequenza di sketch dei tre comici, quasi tutti di satira politica. 

Immancabili sono le imitazioni di Rory Bremner (soprattutto quelle di Tony Blair, del Principe Carlo d'Inghilterra, di Michael Howard, Gordon Brown, Peter Mandelson, David Cameron e William Hague. 

In ogni puntata, generalmente alla fine, c'è il secondo pezzo forte dello show: l'intervista a George Parr. John Bird e John Fortune si intervistano tra loro e uno dei due impersona George Parr, che di volta in volta è un banchiere, un parlamentare o un consulente del governo.

## Telefonata scherzo a Margaret Beckett
Nel febbraio 2007, Bremner rivelò alla stampa di essere riuscito a raggiungere telefonicamente, nel marzo 2005, l'allora ministro dell'Ambiente Margaret Beckett, imitando la voce di Gordon Brown. La conversazione tra i due non fu mai trasmessa in televisione e, nonostante la secca smentita della signora Beckett, Bremner sostenne che nel corso della telefonata, il ministro fece alcune "affermazioni imbarazzanti" riguardo ad alcuni suoi colleghi di governo.